# Dani de Wit
Dani de Wit, né le 28 janvier 1998 à Hoorn aux Pays-Bas, est un footballeur néerlandais qui évolue au poste de milieu offensif au FC Utrecht.

## Biographie

### Ajax Amsterdam
Né à Hoorn aux Pays-Bas, Dani de Wit est formé dans le prestigieux centre de formation de l'Ajax Amsterdam. Il s'impose comme un élément important de Jong Ajax, l'équipe réserve, avec laquelle il remporte le titre de deuxième division en 2017-2018. Il fait ses débuts avec l'équipe première de l'Ajax le 25 février 2018, lors d'un match nul (0-0) en Eredivisie contre le club d'ADO La Haye.
Le 22 août 2018, il fait ses débuts européens, en participant au match de Ligue des champions face au Dynamo Kiev. Il entre en jeu à la place de Donny van de Beek ce jour-là, et l'Ajax s'impose (3-1).
En avril 2019, il prolonge son contrat jusqu'en 2021 avec l'Ajax.

### AZ Alkmaar
Le 30 août 2019, Dani de Wit s'engage en faveur de l'AZ Alkmaar pour un contrat courant jusqu'en juin 2024 et le transfert est estimé à environ deux millions d'euros. Il choisit le numéro 10. 
De Wit joue son premier match sous ses nouvelles couleurs le 1er septembre 2019, lors de la cinquième journée de la saison 2019-2020 d'Eredivisie où son équipe affronte le Vitesse Arnhem. Il est titulaire lors de cette partie et l'AZ s'incline sur le score de deux buts à un. Le 27 octobre 2019, De Wit inscrit son premier but pour l'AZ, face au PSV Eindhoven, en championnat. Entré en jeu à la place de Yukinari Sugawara, il participe à la victoire de son équipe par quatre buts à zéro.
De Wit se fait remarquer le 22 octobre 2020, lors d'une rencontre de Ligue Europa 2020-2021 face au SSC Naples en marquant un but. Cette réalisation permet à son équipe de s'imposer (0-1 score final) et d'ainsi créer la surprise sur la pelouse d'un adversaire supposé supérieur,.

### VfL Bochum
Dani de Wit quitte librement l'AZ Alkmaar à l'été 2024 afin de s'engager en faveur du VfL Bochum. Il signe le 3 juillet pour un contrat de quatre ans, soit jusqu'en juin 2028.
De Wit marque son premier but pour Bochum le 27 septembre 2024, lors d'une rencontre de championnat face au Borussia Dortmund. Auteur du deuxième but de son équipe, il ne peut empêcher les siens de s'incliner par quatre buts à deux.

### En sélection
Avec les moins de 17 ans, il participe au championnat d'Europe des moins de 17 ans en 2015. Lors de cette compétition qui se déroule en Bulgarie, il joue trois matchs, délivrant une passe décisive face à l'Angleterre.
Dani de Wit participe ensuite au championnat d'Europe 2017 des moins de 19 ans qui se déroule en Géorgie, avec l'équipe des Pays-Bas des moins de 19 ans. Lors de cette compétition, il délivre deux passes décisives lors du premier match face à l'Allemagne. Les Néerlandais s'inclinent en demi-finale face au Portugal.
Avec les moins de 20 ans, il inscrit un triplé face à la Pologne, le 16 octobre 2018, contribuant à la victoire de son équipe sur le score de 4-1. Il est d'ailleurs à plusieurs reprises le capitaine de cette sélection.
Dani de Wit reçoit sa première sélection avec les espoirs néerlandais le 16 novembre 2018, contre l'Allemagne, lors d'une rencontre perdue par les Jong Orange (3-0). Le 10 septembre 2019 il inscrit ses deux premiers buts en espoirs, lors de la large victoire de son équipe face à Chypre (5-1). Le 14 novembre de la même année il réalise cette fois un triplé face à Gibraltar, contribuant à la victoire des Pays-Bas (0-6).
De Wit est de nouveau l'auteur d'un doublé le 4 septembre 2020 avec les espoirs, contre la Biélorussie. Titulaire, il contribue à la victoire des siens par sept buts à zéro.

## Palmarès
- Ajax Amsterdam
  - Champion des Pays-Bas en 2019.
  - Supercoupe des Pays-Bas en 2019.

- Jong Ajax
  - Champion des Pays-Bas de D2 en 2018.